# Amytornis purnelli
Amytornis purnelli là một loài chim trong họ Maluridae.